# Stemona australiana
Stemona australiana là một loài thực vật có hoa trong họ Stemonaceae. Loài này được (Benth.) C.H.Wright miêu tả khoa học đầu tiên năm 1896.